# Бошняк, Александр Карлович
Алекса́ндр Ка́рлович Бошня́к (15 (26) августа 1786, Ушаково, Нерехтский уезд, Костромская губерния, Россия — 1831, Бар, Подольская губерния) — русский ботаник-любитель, флорист.

## Биография
Родился в богатой дворянской семье; отец — премьер-майор Карл Иванович Бошняк, мать — Надежда Александровна Аже; дед Иван Константинович Бошняк был комендантом Саратова.  Получив за женою в приданое костромские имения, Карл Иванович первым из Бошняков сделался костромским помещиком. 
Родной брат — Бошняк, Константин Карлович и Иван Карлович Бошняк (1789—1813). Все трое сыновей Карла Ивановича были пажами императора Павла Петровича, а  Константин Карлович, был дежурным пажом при императоре Павле в Михайловском замке в ночь на 1 марта 1801 года, когда Павел I был убит заговорщиками.
С 1799 года воспитывался в университетском благородном пансионе в Москве, где сдружился с будущим поэтом В.А. Жуковским.  При этом Жуковский «по своей бедности получал вспоможение от бабушки Бошняков, Марии Семеновны Аже, которую по признательности всю жизнь называл матерью. Когда же Василий Андреевич узнал о кончине Александра Карловича, то при свидании с Константином Карловичем сказал: «Ты будешь отныне на его место моим братом».
В 1804 году — «юнкер Коллегии иностранных дел для занятий в Московском архиве»; с 1808 года служил в Департаменте внутренних дел, — в Главном управлении мануфактур.  С началом Отечественной войны 1812 года Бошняк вступил в костромское ополчение, в конный полк, но сломал при падении с лошади руку, поэтому и остался дома. В 1816—1820 годах был нерехтским уездным предводителем дворянства в Костромской губернии. 
В 1817 году, проживая в усадьбе Савино, Бошняк написал роман «Торжество воспитания, или Исправный муж. Нравственный роман», уступленный П.П. Свиньину и опубликованный им без имени автора в журнале «Отечественные записки» за 1821—1822 гг., а позднее переизданный под именем П.П. Свиньина с измененным названием «Ягуп Скупалов, или Исправленный муж. Нравственно-сатирический роман» (4 части, М., 1830).
С 1820 года А. К. Бошняк жил в Херсонской губернии, где был чиновником при начальнике Южных военных поселений графе И. О. Витте, по заданию которого (в апреле 1825 года) вошёл в доверие к декабристам В. Н. Лихареву и В. Л. Давыдову. Дважды (в мае и июле) сообщал Витту о планах тайного общества. В 1826 году был вызван в Следственный комитет для дачи показаний. В июле 1826 года был направлен в Псков для тайного сбора сведений о А. С. Пушкине. В 1829—1830 годах избран вице-президентом Молдаво-Валашского дивана. В 1830—1831 годах участвовал с корпусом Витте в подавлении польского восстания; умер от горячки в городе Баре.

## Научная деятельность
В своих поездках на юг и запад России А. К. Бошняк собрал многочисленные ботанические коллекции, а результаты их опубликовал (1820—1821) в двух томах под названием «Дневные записки путешествия А. Бошняка в разные области западной и полуденной России, в 1815 году», где приводится много флористических данных о посещённых им местах. Цветные рисунки к изданию выполнялись крепостными А. К. Бошняка, специально обученными срисовывать растения с натуры.
По завещанию его гербарий, 335 неопубликованных цветных рисунков растений, богатая библиотека и 70 ящиков коллекций насекомых были переданы в 1832 году Московскому обществу испытателей природы. Значительную часть книг для своей библиотеки А. К. Бошняк покупал на рынке в Москве после изгнания французов, «ибо после французов богатые книги из библиотек московских валялись по улицам и перешли в руки простого народа»
Сборы А. К. Бошняка сейчас хранятся в гербарии Московского университета.
В честь А. К. Бошняка назван род растений из семейства заразиховых, описанный К. А. Мейером — Бошнякия (Boschniakia).